# Joseph Woll
Joseph Woll, född 12 juli 1998, är en amerikansk professionell ishockeymålvakt som är kontrakterad till Toronto Maple Leafs i National Hockey League (NHL) och spelar för Toronto Marlies i American Hockey League (AHL).
Han har tidigare spelat för  Boston College Eagles i National Collegiate Athletic Association (NCAA) och Team USA i United States Hockey League (USA).
Woll draftades av Toronto Maple Leafs i tredje rundan i 2016 års draft som 62:a spelare totalt.